# Maripadagu, Gauribidanur
Maripadagu là một làng thuộc tehsil Gauribidanur, huyện Chikkaballapur, bang Karnataka, Ấn Độ.